# 韩诜
韩诜，辽朝官员。
韩诜是韓延徽的七世孙，担任朝请大夫、守司农少卿、权中京内省使、骑都尉，南阳县开国男、食邑一百户，赐紫金鱼袋。辽道宗大安三年（1087年）为知儒州军州事张保庸的女儿、知惠州军州事董庠的妻子张氏夫人撰写墓志铭。